# Cycas sundaica
Cycas sundaica là một loài thực vật hạt trần trong họ Cycadaceae. Loài này được Miq. ex A.Lindstr. & K.D.Hill mô tả khoa học đầu tiên năm 2009.